# Anthocoris nemoralis
Anthocoris nemoralis is een wants uit de familie van de bloemwantsen (Anthocoridae). De soort werd het eerst wetenschappelijk beschreven door Johan Christian Fabricius in 1794.

## Uiterlijk
De wants is, als volwassen dier, altijd macropteer (langvleugelig) en kan 3.5 tot 4 mm lang worden. De buitenkant van het uiteinde van het hoornachtige gedeelte van de voorvleugel (cuneus) is glanzend en ruw, duidelijk contrasterend met het matte driehoekige gedeelte rond het scutellum (de clavus). De antennes zijn kort, met een langer tweede antennesegment, dat langer is dan de breedte van de kop. Het eerste antennesegment is donker, het tweede gedeeltelijk licht aan het begin. De soort lijkt veel op de zeldzame soort Anthocoris butleri die leeft echter alleen op Buxus en jaagt daar op de buxusbladvlo (Psylla buxi). De soort lijkt ook op Anthocoris nemorum die is echter wat lichter en heeft een ander vlekkenpatroon op het doorzichtige deel van de voorvleugels.

## Leefwijze
De wants is niet kieskeurig wat betreft de waardplant. Volwassen dieren kunnen het hele jaar worden gevonden op allerlei loofbomen en kruiden, soms op naaldbomen.

## Leefgebied
De wants is in Nederland zeer algemeen en komt verder voor in Europa en Noord-Afrika, het Midden-Oosten, de Kaukasus en Canada.